# Copa de la SASF / FPL
La Copa de la SASF / FPL (SASF Cup i SASF Cup) fou una competició futbolística per eliminatòries de Sud-àfrica organitzada per la South African Soccer League inicialment i per la Federation Professional League després. Va rebre diverses denominacions durant la seva existència.

## Historial
Font:
| Any                   | Campió                   |
| SASL Cup              | SASL Cup                 |
| --------------------- | ------------------------ |
| 1961                  | Cape Ramblers            |
| 1962                  | Avalon Athletic          |
| 1963                  | Avalon Athletic          |
| Mainstay Cup          |                          |
| 1969                  | Aces United              |
| 1970                  | Verulam Suburbs          |
| 1971                  | Maritzburg City          |
| 1972                  | Glenville                |
| 1973                  | Verulam Suburbs          |
| Cola Cola Shield      |                          |
| 1974                  | Berea                    |
| 1975                  | Cape Town Spurs FC       |
| 1976                  | Berea FC                 |
| 1977                  | Manning Rangers          |
| 1978                  | Durban City              |
| Seven Seas Cup        |                          |
| 1979                  | Glenville                |
| 1980                  | Cape Town Spurs FC       |
| 1981                  | Vereeniging Old Boys     |
| 1982                  | Bosmont Chelsea          |
| 1983                  | Maritzburg United        |
| 1984                  | Tongaat Crusaders United |
| 1985                  | Lightbody's Santos       |
| Golden City Homes Cup |                          |
| 1986                  | Real Taj                 |
| 1987                  | Jakes Autolot United     |
| 1988                  | Lightbody's Santos       |
| 1989                  | Battswood FC             |
| 1990                  | Lightbody's Santos       |